# Assortiment (horlogerie)
Ne doit pas être confondu avec Assortiment.
En horlogerie, un assortiment est l'ensemble des parties formant l’échappement, de tout mouvement mécanique de montre, transmettant les impulsions du résonateur de la montre formé par l'ensemble  balancier/spiral. Au cours du développement de l'art horloger, plusieurs systèmes ont été mis au point et utilisés. Face au développement et la concurrence des mouvements à organe réglant à quartz, un seul système mécanique a pu subsister par ses performances.

## L'assortiment à ancre
L'assortiment à ancre (de sa forme, qui rappelle celle d’une ancre de marine), NIHS 02-04 chapitre 6, section 6.4, est composé des trois parties suivantes :
- la roue : c'est la pièce qui transmet à la fois l'énergie et les oscillations. Les dents de son engrenage supérieur sont taillées spécialement de manière à s'adapter parfaitement aux impulsions de l'ancre.
- l'ancre : pièce, en acier ou en laiton, sertie à chaque extrémité d'un  rubis, et taillée de manière à pouvoir s'ajuster parfaitement à l'engrenage de la roue. L'ancre a un double rôle : 
  - d'une part, transmettre la force du ressort de barillet, par l’intermédiaire du rouage, au balancier, afin de faire perdurer les oscillations ;
  - d’autre part, empêcher le déroulement incontrôlé du rouage remonté.
- le plateau : dispositif de sécurité qui, dans l’échappement, limite les déplacements de la fourchette. La fourchette est le prolongement de l’ancre qui assure la liaison entre l’échappement et la tige du balancier.

## Production
En Suisse, la production de l'assortiment a été concentrée, dès 1931, par l'ASUAG, dans sa filiale, les Fabriques d'Assortiments Réunies (FAR) (voir historique), maintenant partie intégrante du Swatch Group, sous le regroupement : Nivarox SA (voir : Nivarox).
Dans le monde le nombre de marques horlogères produisant leur propre assortiment, et surtout leur propre spiral, sont très rares depuis la crise du quartz des années 1970. 

### Les Japonais
- Seiko

### Les Russes
- Raketa[1],[2]

### Les Suisses
- Rolex[3]
- Nivarox (Swatch Group)[4]